# Moralane
Moralane – wieś w Botswanie w dystrykcie Central. Według spisu ludności z 2011 roku wieś liczyła 866 mieszkańców.